# 人工滑雪场
人工滑雪场，又称旱雪场，是指利用在常温下有稳定性質的材料所搭建的滑雪場，滑雪場中的人造積雪都是由模擬出雪的性質的人工材料所製成，這樣人们就能够在沒有自然積雪的環境进行滑雪。此外有许多人工滑雪场使用雾状或喷射系统對滑雪場进行润滑，以提高滑雪速度并防止摩擦產生的熱量对设备造成损害。